# Hans von Scheel

Hans von Scheel

Friedrich Wilhelm Hans von Scheel (* 29. Dezember 1839 in Potsdam; † 27. September 1901 in Berlin) war ein deutscher Nationalökonom und Statistiker.

## Leben
Scheel studierte in Halle, Jena und Berlin, wurde 1868 Assistent seines Lehrers Bruno Hildebrand am Statistischen Büro in Jena, 1869 Lehrer der Nationalökonomie an der landwirtschaftlichen Akademie zu Proskau/Schlesien, 1871 als Professor der Staatswissenschaften an die Universität Bern und von da 1877 als Regierungsrat und Mitglied des Kaiserlichen Statistischen Amtes nach Berlin berufen, das er ab 1891 als Direktor in Nachfolge von Karl Becker leitete.
Schon früh verfasste er Abhandlungen über die Geldtheorie und die wirtschaftswissenschaftlichen Grundbegriffe.
Hans von Scheel starb 1901 in Berlin.

## Werke
- Die Theorie der sozialen Frage. (Jena 1871), eine der ersten Begründungen der neueren Richtung der Volkswirtschaftslehre in Deutschland,
- Die soziale Frage. (Bern 1873),
- Erbschaftssteuer und Erbrechtsreform. (Jena 1875),
- Unsre sozialpolitischen Parteien. (Leipz. 1878)
- M. Block: Traité de statistique. (zugleich als "Handbuch der Statistik des Deutschen Reichs", Berlin 1879), Bearb. u. Hrsg.
- In Schönbergs Handbuch der politischen Ökonomie schrieb er die Abhandlungen über Sozialismus und Erwerbseinkünfte des Staats
- Die deutsche Volkswirthschaft am Schlusse des 19. Jahrhunderts. Berlin (1900)